# Погонич австралійський
Погонич австралійський (Zapornia tabuensis) — вид журавлеподібних птахів родини пастушкових (Rallidae). Поширений в Австралазії.

## Поширення
Вид займає дуже широкий ареал. Він трапляється на островах Лусон і Міндоро (Філіппіни), у внутрішніх районах Нової Гвінеї, на архіпелазі Бісмарка, у багатьох районах Австралії, в Тасманії, в Новій Зеландії, на островах Чатем, на острові Раул (острови Кермадек) і на багатьох групах островів у південній частині Тихого океану від Каролінських островів на схід до Маркізьких островів, Туамоту, островів Товариства і Тубуаї. Мешкає в основному серед ділянок густої рослинності в заболочених місцях і на болотах.

## Опис
Птах завдовжки приблизно 20 см, вагою 45 г. Голова, шия та нижні частини темно-сірого кольору з коричневим відтінком у верхній частині голови, а підборіддя світло-попелясто-сіре. Спина і крила мають шоколадно-коричневий колір, який стає темнішим на крупі і хвості. Підхвістя темно-буре, з численними білими поперечними смугами. Райдужка і навколоочне кільце червоні; ноги тьмяно-червоні, а дзьоб темно-коричневий.

## Спосіб життя
Боязкий і потаємний птах, який тримається подалі від людських поселень. Цілком ймовірно, що в багатьох районах меліорація боліт і низинних заболочених територій, а також вселення чужорідних хижаків призвели до зменшення чисельності екземплярів. Однак через його невловимість дуже важко оцінити його чисельність. Літає неохоче. Основу поживи становлять черви, равлики, павуки, пуголовки, жуки, личинки комах, насіння водних рослин і опалі плоди. Хоча він майже ніколи не вилазить на відкритий ґрунт, щоб добути їжу, він іноді харчується в каналах, порослих очеретом, або на мулистих ґрунтах, а на островах, вільних від хижаків, порпається в підстилці листя на підстилці лісу.
Пари залишаються в межах гніздової території протягом усього року. Період гніздування триває з серпня по лютий, але більшість яєць відкладаються з вересня по жовтень. Гніздо складається з великої чашоподібної конструкції, виготовленої з трав та осоки. На болотах у великих континентальних масивах (Нова Гвінея, Австралія та Нова Зеландія) гніздо може розташовуватися приблизно на 50 см над рівнем води, біля основи осоки та під покривом дерев. На менших островах будує гніздо на землі, але ретельно ховає його в густому підліску. Яйця кремово-рожевого кольору, по 2—5 у кладці, висиджують обидва батьки протягом 20—22 днів. Кладки, відкладені пізніше в сезон розмноження, більш численні і складаються з більших яєць. Пташенята вкриті чорним пухом і залишають гніздо протягом двох діб. Про них піклуються батьки, поки вони не повністю розвинуться, приблизно у віці 4—5 років.